# Noodrem

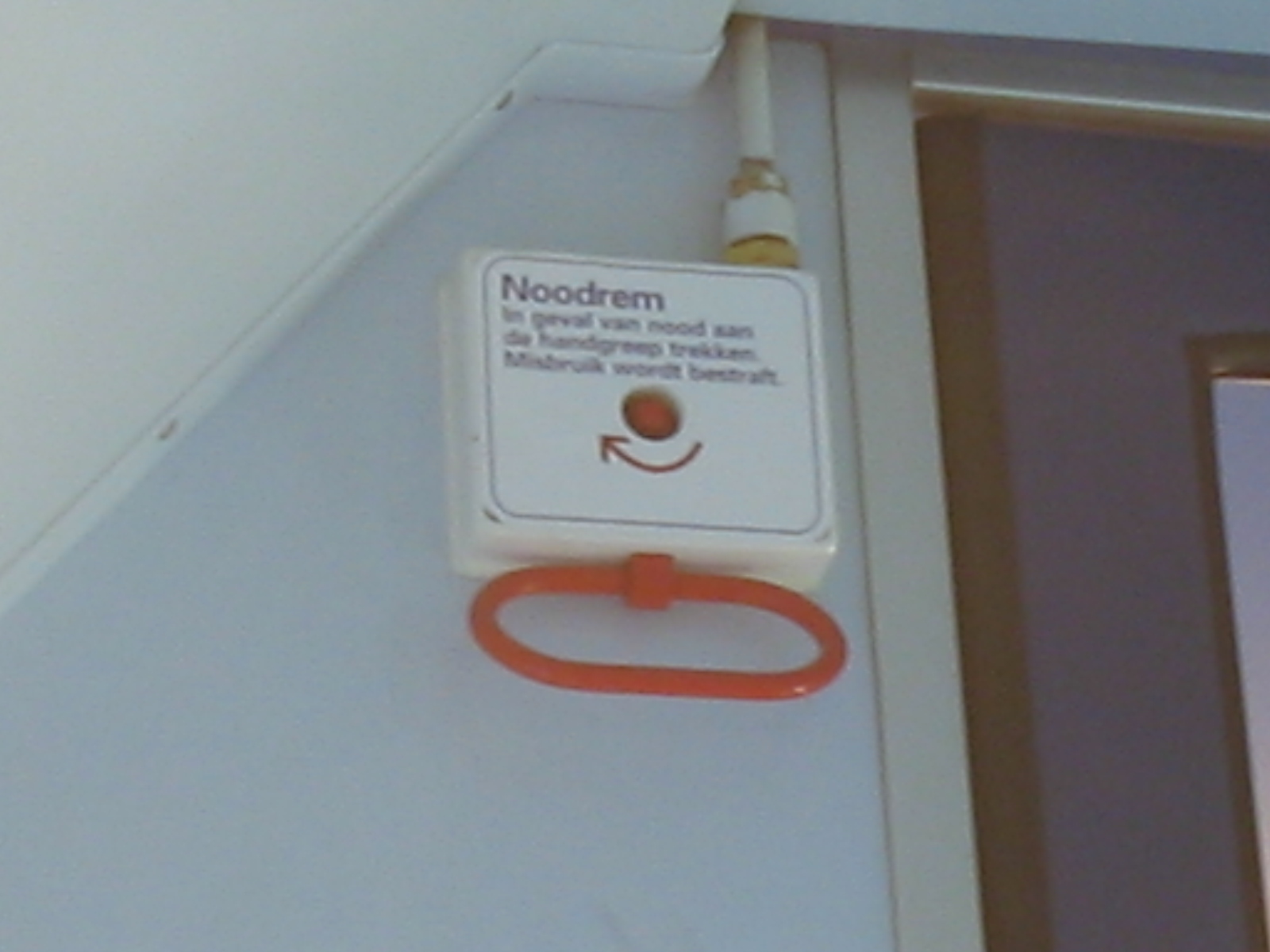
Noodrem in Nederlandse trein rond 2005. Door met een sleutel de knop in het midden te draaien, kan het treinpersoneel de trein weer in bedrijf zetten.

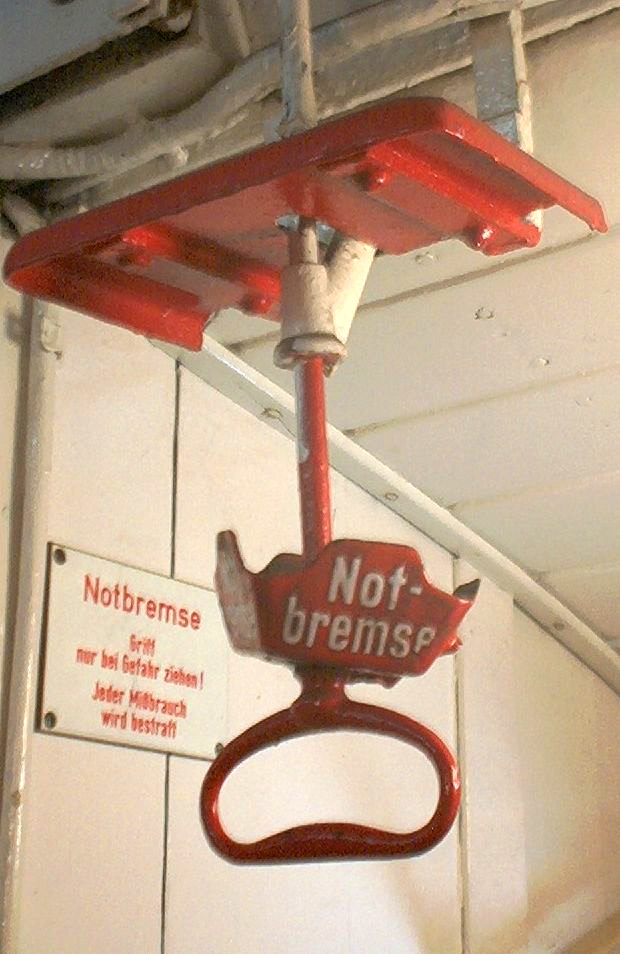
Noodrem in een Duitse trein rond 1920

Een noodrem is een inrichting waarmee een voertuig, elektrisch apparaat of een machine in geval van nood tot stilstand kan worden gebracht.

## Treinen, trams en metro's
Het bekendst voor het algemene publiek is de noodrem in de trein, tram of metro, waaraan in geval van nood door elke reiziger getrokken kan worden. Misbruik van dit remsysteem komt regelmatig voor, maar is strafbaar. Het is geen aparte rem, maar een speciale bediening van de gewone rem. Bij sommige voormalige treinen (o.a. de Nederlandse Mat '46 en Hondekop) was het een ketting die boven de ramen langs alle compartimenten liep.
Vanouds worden de remmen van een trein bediend door een leiding met perslucht die door de hele trein loopt (zie westinghouserem). Bij de meeste treinen zit in de noodrem-handel een klep, die er voor zorgt dat de lucht uit de leiding wegloopt. Hierdoor zal de hele trein remmen. In nieuwere treinen stuurt de noodrem een elektrisch signaal naar een ventiel, dat vervolgens de druk van de remleiding laat wegvallen.
Nadat een noodrem is aangetrokken en de trein tot stilstand is gekomen, zal het personeel zoeken aan welke hendel is getrokken. Dit is niet lastig, door het geluid van de ontsnappende lucht. Het personeel zal dan aan de reizigers aldaar vragen wat er aan de hand is, beslissen of de reis kan worden voortgezet en de hendel met een vierkantsleutel terugdraaien (zie afbeelding) voordat men verder kan rijden.

### Overbrugging
Bij de meeste treinen kan de machinist een noodremming overbruggen met een knop in de cabine. Hiermee kan de bestuurder voorkomen dat de trein op een ongunstige locatie tot stilstand komt, zoals op een brug of in een tunnel. Op zo'n locatie is het voor hulpdiensten namelijk moeilijk om de trein te bereiken. Als dit gebeurt mag de machinist met maximaal 40 km/h naar de eerstvolgende geschikte locatie rijden.
Om misbruik en oponthoud te voorkomen is in bijna alle treinen het noodremsysteem uitschakelbaar. Dit gebeurt bijvoorbeeld bij het vervoer van hooligans, die vaak massaal aan de noodrem trekken. Met een uitgeschakelde noodrem mag de trein enkel met beperkte snelheid rijden.

### Noodknop
In moderne treinen, trams en metro's is een noodgreep of noodknop aanwezig waarmee de passagier niet zelf kan remmen, maar contact kan leggen met de bestuurder. Diegene kan vervolgens op de melding reageren door de trein tot stilstand te brengen, maar ook door een andere actie te ondernemen. Dit systeem werkt trager, maar voorkomt vertragingen of schade in het geval van misbruik.
Bij onder andere de Docklands Light Railway (waar gebruik wordt gemaakt van zelfrijdende treinen) is, naast de noodrem in de trein, op het perron ook een noodknop aanwezig waarmee een trein tot stilstand kan worden gebracht.
Treinen en sommige trams en metro's hebben bovendien een dodemansknop. Dit is een noodrem die automatisch in werking treedt als de machinist onwel wordt.

## Roltrap en lift
Roltrappen en liften hebben ook een noodknop. Het komt vaak voor dat roltrappen of liften door misbruik stil staan.

## Pretparken
Ook de meeste attracties in een pretpark zoals onder meer achtbanen en botsauto's beschikken over een noodrem (meestal een noodknop). Zo kan de beheerder door de stroom uit te schakelen of noodremmen te activeren de attractie tot stilstand brengen.

## Machines
Verder kan men een noodrem aantreffen bij bijvoorbeeld werkvoertuigen zoals kraanwagens,hijskranen en bulldozers maar ook bij landbouwvoertuigen. In fabrieken komt men ze tegen bij allerlei soorten machines en bijvoorbeeld bij een lopende band.

## Auto's
Een andere definitie van noodrem is een apart remsysteem, dat kan worden gebruikt als de gewone rem faalt. In een auto kan de handrem als zodanig worden gebruikt. De handrem is minder effectief dan het gewone remsysteem, maar werkt ook zonder de rembekrachtiging.

## Vliegtuigen
De parkeerrem kan in sommige vliegtuigen ook gebruikt worden als noodrem, bijvoorbeeld bij vliegtuigen van de fabrikant Airbus, waar de parkeerrem wordt aangestuurd door een ander hydraulisch systeem dan de normale rem.
Soms staat in dat geval deze tekst op de rem: Parking / Emergency Brake. Het gebruik als noodrem veroorzaakt bij sommige vliegtuigtypes schade aan de wielen van het vliegtuig.